# Ion D. Sîrbu
Ion Desideriu Sîrbu (n. 28 iunie 1919, Petrila, România – d. 17 septembrie 1989, Craiova, România) a fost un autor, eseist, dramaturg, filozof, publicist și romancier român, autor în special de literatură de sertar, din cauza epurării sale. A semnat Ion D. Sîrbu, cel mai adesea, dar și I. D. Sîrbu.
Din viața sa s-ar fi inspirat Marin Preda pentru a crea personajul principal din Cel mai iubit dintre pământeni.

## Studii
Născut în familia unui miner, I. D. Sîrbu a urmat cursurile Facultății de Litere și Filosofie a Universității Regele Ferdinand I din Cluj. După cum declara el însuși, a fost primul student la filozofie care provenea dintr-o colonie de mineri, cu o tradiție muncitorească foarte veche.
În anii 1940 a activat în Cercul Literar de la Sibiu, alături de Ion Negoițescu, Radu Stanca, Ștefan Augustin Doinaș, Cornel Regman, Eugen Todoran, Ovidiu Cotruș, Nicolae Balotă etc.
Dacă Lucian Blaga i-a fost profesor și mentor, ulterior I. D. Sîrbu îi va deveni asistent la catedră profesorului Liviu Rusu. În 1947, devenea cel mai tânăr conferențiar universitar din țară. Este însă scos din Universitate, epurat de noua orânduire, care îl consideră un filozof cu idei reacționare. Motivul real se pare că a fost refuzul unui denunț abominabil împotriva mentorului său, Lucian Blaga, care în acel moment îi conducea teza de doctorat.

## Epurarea sa
După câțiva ani de profesorat în învățământul liceal, a fost redactor în București, la revista Teatru, iar apoi la Revista de pedagogie.
În urma unui articol critic referitor la o piesă comunistă, și datorită unei presupuse colaborări cu reacționarii maghiari în perioada Revoluției maghiare anticomuniste din Budapesta 1956, a fost arestat și condamnat politic, întâi la un an, iar apoi pedeapsa a crescut la șapte ani.

## Eliberarea
După eliberarea din închisoare, lucrează câteva luni în mină, după care, din 1964, i se stabilește domiciliul obligatoriu la Craiova, unde reușește, în cele din urmă, să se angajeze la Teatrul Național din Craiova ca secretar literar. Rămâne sub supravegherea Securității locale și centrale, ofițerul de caz fiind locotenentul (pe atunci) Olimpian Ungherea, care, printr-o ironie a sorții, va deveni la rândul său scriitor după demisia din Securitate.
Publică, după o lungă perioadă de interdicție, piese de teatru, povestiri și două romane pentru copii, cu ecou de critică extrem de redus. După 1989 cărțile sale au provocat o adevărată emoție în rândul intelectualilor români și au constituit exemple de literatură de sertar. Un rol semnificativ în promovarea operei sale l-a avut soția sa, Elisabeta Sîrbu, modelul personajului Limpi din romanul Adio Europa.
Victor Petrini, personajul principal al romanului lui Marin Preda Cel mai iubit dintre pământeni, pare a fi modelat în parte după I.D. Sîrbu.
A murit la 17 septembrie 1989 în urma unui cancer al esofagului.

## In memoriam
La 27 august 2009, lui Ion Dezideriu Sîrbu i s-a conferit, post-mortem, titlul de "Cetățean de Onoare al municipiului Petroșani", pentru întreaga activitate culturală (H.C.L.Nr.210).
La Petrila există o școală care îi poartă numele, iar la Petroșani un teatru. Tot la Petrila este și casa memorială I.D. Sîrbu unde a locuit dramaturgul.
La Petroșani ființează din 1991 Fundația Culturală „Ion D. Sîrbu”.

## Opera antumă

### Teatru
- La o piatră de hotar (1967),
- Frunze care ard (1968),
- Arca bunei speranțe (1970),
- Întoarcerea tatălui risipitor (1972),
- Sâmbăta amăgirilor (1972),
- A doua față a medaliei (1973),
- Teatru (1976).

### Povestiri
- Șoarecele B. și alte povestiri
- Povestiri Petrilene

## Opere publicate postum
- Jurnalul unui jurnalist fără jurnal
- Adio, Europa!

### Romane
- Capodopera sa, romanul Adio, Europa!, un roman alegoric în stilul romanului Maestrul și Margareta al lui Mihail Bulgakov
- De ce plânge mama? (1973), roman pentru copii
- Dansul ursului, roman pentru copii și bătrâni
- Lupul și catedrala, roman distopic

### Corespondență
- Iarna bolnavă de cancer, volum de corespondență inedită cu Delia Petroiu, Mina și Ion Maxim, Delia și Ovidiu Cotruș
- Traversarea cortinei, volumul de corespondență cu Ion Negoițescu, Virgil Nemoianu, și Mariana Sora, toți aflați dincolo de Cortina de fier

### Scenarii de film
- Corigența domnului profesor (1968) – în colaborare cu Haralambie Boroș

### Traduceri în limbi străine
- Дневникът на един журналист без дневник. Историята на мишлето В. превод и предговор Огнян Стамболиев, изд. "Авангардприннт", 2012, България - Jurnalul unui jurnalist fără jurnal. Șoarecele B. - traducere și prefața Ognean Stamboliev, Editura Avangardprint, Bulgaria, 2012

## Cărți despre I.D. Sîrbu
- Antonio Patraș, Ion D. Sîrbu - de veghe în noaptea totalitară, Editura Universității "Al.I. Cuza", Iași, 2003.
- Clara Mareș, Zidul de sticlă. Ion D. Sîrbu în arhivele Securității, Editura Curtea Veche, București, 2011.
- Note

1. 1 2  The Fine Art Archive, accesat în 1 aprilie 2021
2. 1 2  Ion D. Sîrbu, Internet Speculative Fiction Database, accesat în 9 octombrie 2017
3. 1 2 3 4 5 6 7 8   https://www.romaniidinjurulromaniei.ro/articole-blog/1152/o-reconstituire-a-vietii-si-activitatii-lui-ion-d-sirbu/ Lipsește sau este vid: |title= (ajutor)
4. ↑   http://www.revista-apostrof.ro/arhiva/an2021/n11/a25/ Lipsește sau este vid: |title= (ajutor)
5. ↑   (PDF) http://revista-euphorion.ro/wp-content/uploads/2020/03/revista-euphorion-nr-3-2019.pdf Lipsește sau este vid: |title= (ajutor)
6. 1 2   https://www.iiccmer.ro/carusel-stiri/2019/un-secol-cu-i-d-sirbu-sau-a-fi-intelectual-ca-vocatie/ Lipsește sau este vid: |title= (ajutor)
7. ↑  Revista online Omniscop Arhivat în 24 iulie 2018, la Wayback Machine. — Articol despre Ion Brad, cu referire explicită la reabilitarea lui I. D. Sîrbu (în ultimele patru paragrafe)
8. ↑  Marius Cosmeanu. „Interviu cu Ion D.Sîrbu-omul a cărui viață a inspirat romanul cel mai iubit dintre pământeni -”. www.digi24.ro. Accesat în 5 iulie 2025.
9. ↑  Clara Mareș Cosmineanu, Ion D. Sîrbu și revanșa lucidității. Reperele securistice ale unei vieți de scriitor, Revista Verso, anul 4, nr. 71, 2009, p. 3
10. ↑  „A murit I.D. Sîrbu – Cel mai iubit dintre pământeni”. Arhivat din original la 23 septembrie 2009. Accesat în 7 decembrie 2009.
11. ↑  Municipiul Petroșani: Cetățeni de Onoare
12. ↑  „Available Website”. Arhivat din original la 28 martie 2013. Accesat în 31 mai 2011.
13. ↑  Teatrul I.D. Sîrbu